# Wilde eendcluster
De Wilde eendcluster, ook wel M11 of NGC 6705, is een open sterrenhoop in het sterrenbeeld Schild (Scutum). Hij werd in 1681 ontdekt door Gottfried Kirch en in 1764 nam Charles Messier hem op in zijn catalogus als nummer 11.
M11 is een zeer rijke en compacte sterrenhoop op een afstand van ongeveer 6000 lichtjaar. Schattingen van de leeftijd van de groep lopen uiteen van 220 miljoen tot 500 miljoen jaar. De sterrenhoop bestaat uit in totaal bijna 3000 sterren waarvan er 500 helderder zijn dan magnitude 14.

## Geostationaire satellieten
Vanuit de Benelux gezien bevindt Messier 11 zich 1 graad ten noorden van de gordel van geostationaire satellieten.